# Igal Talmi
Igal Talmi  (em hebraico:  יגאל תלמי) (Kiev, 31 de janeiro de 1925) é um físico nuclear israelense. É professor do Instituto Weizmann de Ciência.

## Biografia
Igal Talmi nasceu em 1925 em Kiev, Ucrânia, então parte da União Soviética. Sua família imigrou para o Mandato Britânico da Palestina mais tarde no mesmo ano de seu nascimento e assentou-se no moshav de Kfar Yehezkel. Após graduar-se no Herzliya Hebrew Gymnasium em Tel Aviv em 1942, alistou-se no Palmach.
Em 1947 Talmi obteve um mestrado em física na Universidade Hebraica de Jerusalém, orientado por Giulio Racah. Em 1949 obteve um doutorado no Instituto Federal de Tecnologia de Zurique, orientado por Wolfgang Pauli. De 1952 a 1954 foi pesquisador na Universidade de Princeton, onde trabalhou com Eugene Paul Wigner.

## Premiações
- 1965 Prêmio Israel em ciências exatas, com seu colega Amos de-Shalit,[3] por seu trabalho sobre shell model em física nuclear.
- 2000 Prêmio Hans Bethe[4] da American Physical Society.
- 2003 Prêmio EMET,[5] apresentado pelo primeiro-ministro de Israel.

## Livros
- Nuclear Shell Theory,  co-author Amos de-Shalit (1963) Academic Press, (reprinted by Dover Publications)
- Simple Models of Complex Nuclei: The Shell Model and the Interacting Boson Model (1993) Harwood Academic Publishers